# Kören Ad Libitum
Kören Ad Libitum, tidigare Ad Libitum - Efter Behag, är en blandad kör som grundades 1968 i Linköping av Per-Anders Sjöberg.

## Historik
Den 13 september 1968 bildades Ad Libitum - Efter Behag av Per-Anders Sjöberg i Linköping. Kören kom 1997 på en förstaplats vid internationella körfestivalen i Verona, Italien. 2000 deltog kören i körfestivalen i Elsenfeldt, Tyskland. Kören Ad Libitum deltog 2002 i Bela Bartok-festivalen och 2004 i International Musical Eisteddfod, Storbritannien.

## Dirigenter
- 1968–1990 Per-Anders Sjöberg[1]
- 1991–2012 Jörgen Ralphsson[1]
- 2012– Camilla Sjöberg Friman[1]

## Diskografi
- 1969 - Free at last, m fl[2]
- 1970 - The other mans grass m fl[2]
- 1971 - "I morgon är kärleken ny"[2]
- 1975 - "AT-produktionen"[2]
- 1976 - "O helga natt" med Jörgen Edman[2]
- 1978 - "As You like" med Bengt Hallberg, George Riedel, Jan Allan och Egil Johansen[2]
- 1979 - "Feel the spirit" med Norman Luboff[2]
- 1984 - "Let's all get together" med Ward Swingle och The New Swingle Singers[2]
- 1984 - "När morgonen gryr"[2]
- 1985 - "Strålande jul" med Loa Falkman[2]
- 1986 - "Ad Libitum sjunger Beatles"[2]
- 1986 - "Psalmer och visor" med Trio con[2]
- 1994 - Bengt Hallberg 5x100[2]
- 1998 - The music´s always there[2]
- 2003 - Ward Swingle - Ad Libitum "A cappella"[2]